# Estación de Chichén Itzá
Chichén Itzá es una estación de trenes que se ubica en Pisté, Yucatán.

## Tren Maya
Andrés Manuel López Obrador anunció en su campaña presidencial del 2018 el proyecto del Tren Maya. El 13 de agosto de 2018 anunció el trazo completo. El recorrido de la nueva ruta del Tren Maya puso a la Estación Chichén Itzá en la ruta que conectaría con Mérida, Yucatán
La demanda de pasajeros para esta estación será alta y tendrá un carácter turístico, considerando  en la estación un esquema de 4 vías y 2 andenes. Además con su reciente puesta en servicio circulan unos 4 trenes al día (dos por sentido), que cubren la ruta entre Palenque (Chiapas) y Cancún (Quintana Roo).